# P–15 Tyermit
A P–15 Tyermit (orosz betűkkel П–15 Термит, NATO-kódja: SS–N–2 Styx, GRAU-kódja: 4K40) hadihajókról és szárazföldről indítható, szubszonikus haditengerészeti robotrepülőgép, melyet az 1950-es években a Raduga tervezőirodában fejlesztettek ki a Szovjetunióban, elsősorban az amerikai repülőgép-hordozók ellen. A kategória egyik legelterjedtebb fegyvere volt, továbbfejlesztett változatát Kínában is gyártották, több helyi háborúban alkalmazták sikeresen.
Az 1967-es hatnapos háború után, a felőrlő háború elején a Port Szaíd előtt cirkáló izraeli Eilat rombolót két egyiptomi gyorsnaszád, még a kikötőből indítva két-két Tyermitet, elsüllyesztette. A viszonylag nagy méretű hadihajó legyőzése nagy lökést adott a hasonló kategóriájú fegyverek fejlesztésének a következő évtizedben. Az 1971-es indiai–pakisztáni háborúban az Indiai Haditengerészet Projekt 205 Cunami (a NATO kódnév szerinti Osa-osztályú) gyorsnaszádjairól indított robotrepülőgépekkel Karacsi kikötőjében horgonyzó hajókat, valamint a part közelében fekvő olajfinomítót is sikeresen támadták.

## Harcászati és műszaki jellemzői
Hagyományos aerodinamikai elrendezésű, középen elhelyezett kis fesztávolságú trapéz alaprajzú szárnyakkal. Indításhoz a törzs hátulsó részére, alulra egy darab SZPRD–30 típusú startrakétát helyeztek el.